# Неа Филаделфија
Неа Филаделфија (грч. Νέα Φιλαδέλφεια) северно је предграђе главног града Грчке Атине. Од 2011. административни је центар градске општине Филаделфија–Халкидона.
Према подацима из 2001. у граду је живело 24.112 становника, а већину популације чине потомци грчких избеглица из Мале Азије, из подручја око древне Филаделфије.

## Географија
Пре интензивне урбанизације и насељавања у првој половини 20. века ово подручје је било познато по бројним мањим фармама и шумама. 
Насеље је познато по бројним дрворедима дуж улица. Највећи градски парк Алсос Неа Филаделфијас заузима површину од 480 м².

## Клима
Клима је сува и топла медитеранска. Зиме су доста благе са јануарским просеком температуре од око 8°C, док су лета изразито врућа са температурама редовно изнад 30°C. Према подацима грчке хидрометеоролошке службе Неа Филаделфија је најпознатија по топлотним таласима, а у јуну 2007. измерено је екстремних 47,5°C. У петедестгодишњем периоду 1955/04. максималне јулске температуре износиле су до 33,7°C.

## Становништво
Према последњем попису становништва из 2001. у граду је живело 24.112 становника.
| 1981.  | 1991.  | 2001.  | 2011.  |
| ------ | ------ | ------ | ------ |
| 25.320 | 25.261 | 24.112 | 25.734 |

## Спорт
У Неа Филаделфији је 1924. основано спортско друштво АЕК чији фудбалски клуб је све до 2003. своје утакмице играо на стадиону Никос Гумас. 
Тренутно најпопуларнији спортски колектив у граду је Јоникос, посебно кошаркашка секција (Α.Σ. Ιωνικός Νέας Φιλαδέλφειας).